# 1160-talet
1160-talet är det decennium som inleddes 1 januari 1160 och avslutades 31 december 1169.

## Händelser
- 1160 – Den svenske kungen Erik Jedvardsson blir mördad i Uppsala. Han blir så småningom Sveriges skyddshelgon under namnet Erik den helige. För tillfället försökte en av mördarna, den danske prinsen Magnus Henriksson, som var släkt med den gamla Stenkilska ätten, göra sig till svensk kung.
- 1161 – Magnus Henriksson dödas i slaget vid Örebro, varvid hans besegrare, Karl Sverkersson blir kung av hela Sverige.
- 1164 – Tiondebetalning till kyrkan införs i Sverige.
- 1167 – Erik den heliges son Knut Eriksson mördar den svenske kungen Karl Sverkersson vid Näs slott på Visingsö. Därmed utropar han sig själv till kung av Sverige, men i Östergötland väljs Karls släktingar Kol och Burislev till motkungar. Karls hustru Kristina (som är gravid med den blivande Sverker den yngre) lyckas fly från borgen och tar sig till Danmark.

## Födda
- 1162 – Djingis khan, mongolisk härskare.
- 1166 – Johan utan land, även känd som prins John, kung av England och herre över Irland 1199–1216.

## Avlidna
- 1160-1162 - Erik den helige, kung av Västergötland och kung av Sverige.
- 1161 - Inge Krokrygg, kung av Norge.
- 1161 - Magnus Henriksson, kung av Sverige.
- 1162 - Håkon Herdebrei, kung av Norge.
- 20 april 1164 - Viktor IV, motpåve.
- 12 april 1167 - Karl Sverkersson, kung av Sverige.
- 20 september 1168 - Paschalis III, motpåve.